# Florida (Cordillera)
Florida ist eine Ortschaft im Departamento Santa Cruz im südamerikanischen Anden-Staat Bolivien.

## Lage im Nahraum
Florida ist zentraler Ort des Kanton Florida im Municipio Cabezas in der Provinz Cordillera. Die Gemeinde liegt auf einer Höhe von 583 m am linken, nördlichen Ufer des Río Seco Florida, der flussabwärts wenige Kilometer südöstlich der Ortschaft Río Seco in den Río Grande fließt.

## Geographie
Florida liegt am südöstlichen Rand der bolivianischen Cordillera Oriental im Bereich des subtropischen Klimas und ist geprägt durch eine halbjährige Trockenzeit, die von Mai bis Oktober reicht.
Die Durchschnittstemperatur der Region beträgt etwa 24 °C (siehe Klimadiagramm Cabezas), die Monatswerte schwanken zwischen 20 °C im Juni und Juli und 27 °C im Dezember und Januar. Der Jahresniederschlag beträgt 800 mm, feuchteste Monate sind Januar und Februar mit 130 mm und trockenste Monate Juli und August mit weniger als 20 mm im langjährigen Durchschnitt.

## Verkehrsnetz
Florida liegt in einer Entfernung von 130 Straßenkilometern südlich von Santa Cruz, der Hauptstadt des gleichnamigen Departamentos.
Von Santa Cruz führt die asphaltierte Nationalstraße Ruta 9 in südlicher Richtung über Mora und Río Seco, Cabezas, Abapó, Ipitá und Villamontes nach Yacuiba an der bolivianischen Grenze zu Argentinien. In Río Seco zweigt eine unbefestigte Landstraße in nordwestlicher Richtung von der Ruta 9 ab und erreicht nach zwanzig Kilometern nach Durchquerung des Río Seco Florida die Ortschaft Florida.

## Bevölkerung
Die Einwohnerzahl der Ortschaft ist im vergangenen Jahrzehnt um etwa die Hälfte angestiegen:
| Jahr | Einwohner         | Quelle       |
| ---- | ----------------- | ------------ |
| 1992 | keine Detaildaten | Volkszählung |
| 2001 | 233               | Volkszählung |
| 2012 | 354               | Volkszählung |
| 2024 |                   | Volkszählung |

Die Region weist noch einen gewissen Anteil an indigener Bevölkerung auf, im Municipio Cabezas sprechen 9,0 Prozent der Bevölkerung die Quechua-Sprache und 6,8 Prozent die Guaraní-Sprache.